# 荷兰独立宣言
荷兰独立宣言也称誓绝法案，（荷兰语：Plakkaat van Verlatinghe），于1581年7月26日签署，是低地国家从西班牙王国分离出来的独立宣言，这项条例受烏得勒支同盟影響。

## 图集

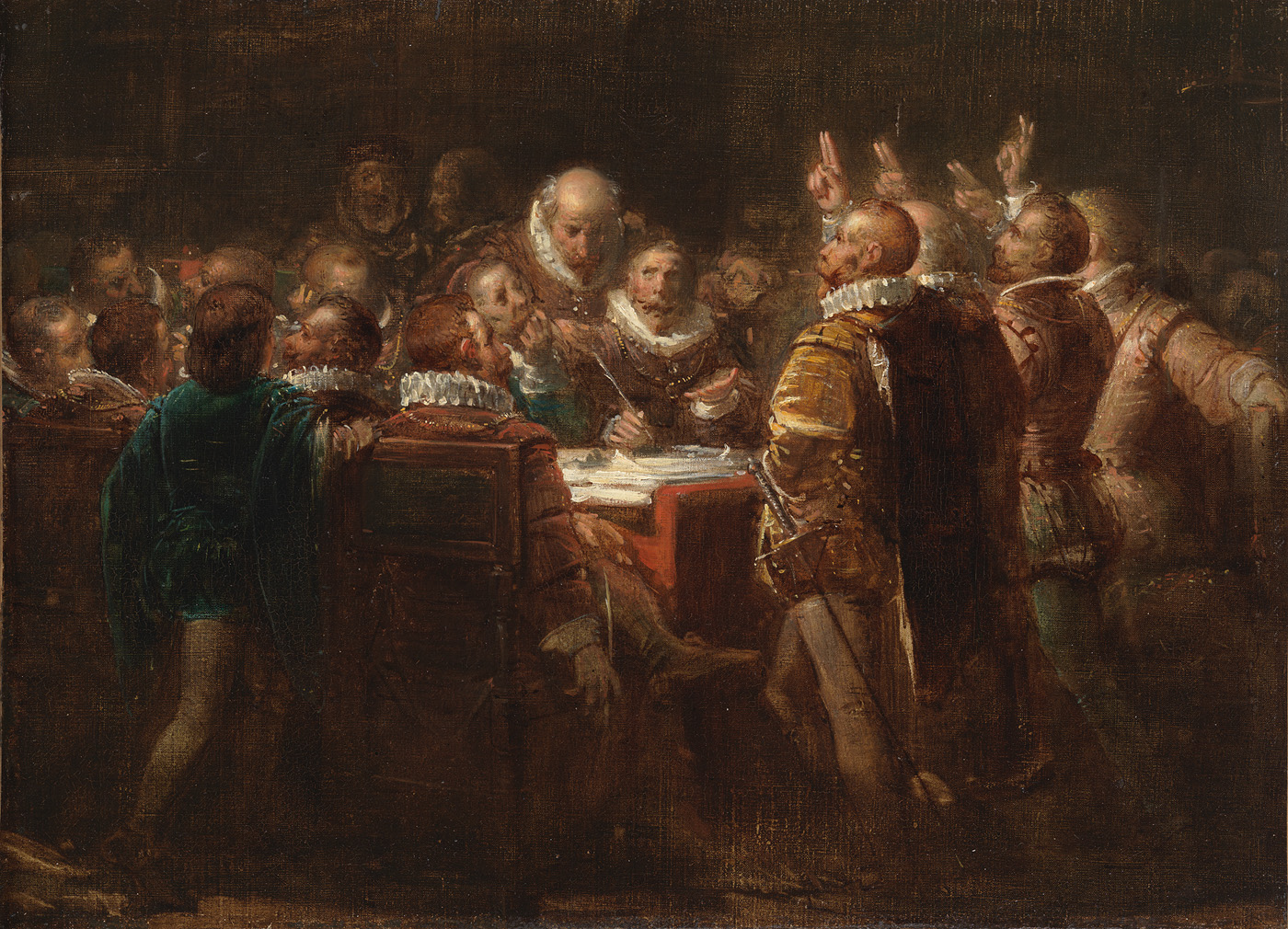
19世纪画作，1581年荷兰独立宣言